# Strate arbustive

Représentation schématique de la stratification aérienne (ou épigée) des végétaux.

La strate arbustive est, en botanique, la strate composée des plantes d'une hauteur de 1 à 8 m, en général des arbustes ou des jeunes arbres, mais comprenant aussi les plantes grimpantes telles que le lierre par exemple.